# بريد كندا
شركة البريد الكندي (بالفرنسية: Société canadienne des postes) هي شركة من شركات التاج الكندية التي تعمل كمشغل بريد أساسي في كندا. كان يُعرف في الأصل باسم (بريد كندا الملكي) (الاسم التشغيلي لقسم مكتب البريد التابع للحكومة الكندية الذي تأسس عام 1867)، وتم تغيير العلامة التجارية بريد كندا في أواخر الستينيات، على الرغم من أنه لم يتم فصله بعد عن الحكومة. في 16 أكتوبر 1981، دخل قانون شركة بريد كندا حيز التنفيذ. أدى ذلك إلى إلغاء إدارة مكتب البريد وإنشاء مؤسسة التاج الحالية التي تقدم الخدمة البريدية. يهدف القانون إلى تحديد اتجاه جديد للخدمة البريدية من خلال ضمان الأمن والاستقلالية المالية للخدمة البريدية.
قدمت خدمة البريد الكندي خدمة لأكثر من 16 مليون عنوان وسلمت ما يقرب من 8.4 مليار عنصر في عام 2016 وبلغت الإيرادات الموحدة من العمليات 7.88 مليار دولار. يتم التسليم عن طريق خدمة «من الباب» التقليدية والتسليم المركزي بواسطة 25000 حامل رسائل، من خلال أسطول من 13000 مركبة. هناك أكثر من 6200 مكتب بريد في جميع أنحاء البلاد، وهي مزيج من مكاتب الشركات والامتيازات الخاصة التي يتم تشغيلها من قبل تجار التجزئة، مثل الصيدليات. من حيث المساحة المخدومة، تقدم الخدمة إلى منطقة أكبر من الخدمة البريدية لأي دولة أخرى، بما في ذلك روسيا (حيث تقتصر الخدمة في سيبيريا إلى حد كبير على المجتمعات على طول السكك الحديدية). اعتبارًا من عام 2004، تلقى ما يقرب من 843000 من العملاء الريفيين الكنديين خدمات توصيل البريد السكنية.
تعمل كمجموعة من الشركات تسمى مجموعة البريد الكندي. توظف ما يقرب من 64000 موظف بدوام كامل وجزئي. تمتلك الشركة مصلحة في بيورالاتور كوريير و إنوفا بوست و بروجستك - سوليوشن و بريد كندا الدولي المحدود.  في عام 2000، أنشأت شركة تسمى إيبوست، وسمحت للعملاء بتلقي فواتيرهم عبر الإنترنت مجانًا. في عام 2007، تم استيعابها في بريد كندا.
هو اسم برنامج الهوية الفيدرالية. خلال أواخر الثمانينيات وأغلب التسعينات، كانت النماذج القصيرة المستخدمة في شعار الشركة هي "Mail" (الإنجليزية) و "Poste" (الفرنسية)، والتي تم تقديمها باسم "Mail Poste" في الإنجليزية الكندية، و "Poste Mail" في كيبيك،  على الرغم من أن الإعلان باللغة الإنجليزية لا يزال يشير أيضًا إلى الشركة باسم "Canada Post".

### قائمة المراجع
- Smith، Ken (2006). Main Street Memories. Lockport, NS: Community Books.

## روابط خارجية
- شبكة معايير تسليم بريد إلكتروني (انظر الجدول 9)
- شبكة معايير تسليم Priority ™ (انظر الجدول 12)
- الموقع الرسمي
- Snap Admail من Canada Post
- المحفوظات البريدية الكندية - موقع تاريخي تديره حكومة كندا
- Library and Archives Canada - روابط مختلفة لتاريخ مواقع بريد كندا (تديرها حكومة كندا)
- (يحتوي على مقالات مرجعية عن الطوابع الكندية)
- يظهر الموقع طريقة لوقف البريد غير المرغوب فيه في Canada Post
  - حملة Red Dot - موقع إلكتروني لوقف البريد غير المرغوب فيه
- تاريخ مصنع معالجة بريد لندن

### تمثيل الموظفين
- الاتحاد الكندي لعمال البريد (CUPW)
- جمعية المسؤولين البريديين لكندا (APOC)
- الرابطة الكندية لما بعد الماجستير والمساعدين (CPAA)